# Hermann Gehri (Ringer)
Hermann Gehri (* 26. Juli 1899; † 25. November 1979) war ein Schweizer Ringer, Europameister und Olympiasieger von 1924.

## Erfolge
(FS=Freistil; Wg=Weltergewicht, Mg=Mittelgewicht)
- 1924, Goldmedaille, OS in Paris, FS, Wg, vor Eino Augusti Leino, Finnland und Otto Müller, Schweiz
- 1930, 1. Platz, EM in Brüssel, FS, Mg, vor Nils Landberg, Schweden und Émile Poilvé, Frankreich